# Hipótese higiénica
Em medicina, a hipótese higiénica é uma hipótese que argumenta que a falta de exposição durante a infância a agentes infeciosos, microorganismos ou parasitas aumenta a suscetibilidade a doenças alérgicas ao impedir o desenvolvimento natural do sistema imunitário.